# Brookesia micra
Brookesia micra – endemiczny gatunek gada z rodziny kameleonowatych (Chamaeleonidae) występujący na Madagaskarze. Został odkryty między 2003 a 2007 rokiem i formalnie opisany w 2012 roku. Jest najmniejszym znanym gatunkiem kameleona.

## Historia odkrycia i badań

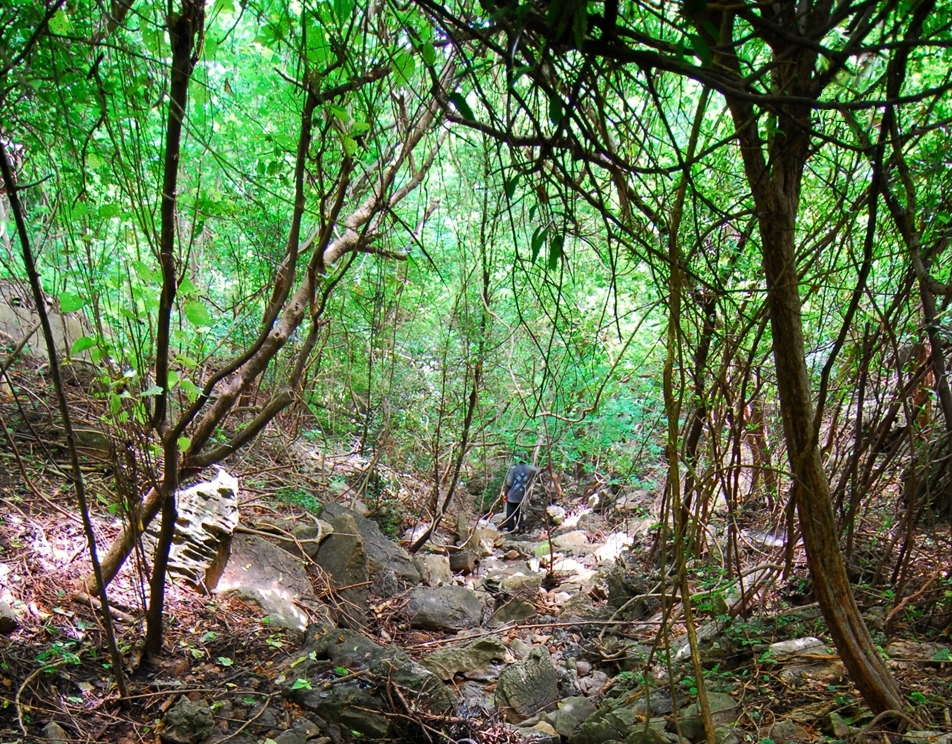
Siedlisko B. micra na Nosy Hara

Holotyp B. micra (dorosły samiec z wynicowanym półprąciem) został złapany 7 marca 2007 roku przez zespół H. Enting, Frank Glaw i Jörn Köhler, na wyspie Nosy Hara, w prowincji Antsiranana (północna część Madagaskaru). Siedlisko zostało zlokalizowane na wysokości około 10–20 m n.p.m. Paratypy zostały schwytane w 2008 roku przez Glawa i Köhlera wzdłuż strumyka, na tej samej wyspie. Gatunek został opisany w lutym 2012 roku na łamach „PLOS ONE”. Epitet gatunkowy pochodzi od słowa mikros (gr. ) – oznaczającego „mały”. Oznaczenie nawiązuje do ekstremalnie małych wymiarów anatomicznych gatunku.

## Morfologia
B. micra jest blisko spokrewniony z innymi gatunkami rodzaju Brookesia występującymi na Madagaskarze. Jest najmniejszym znanym przedstawicielem kameleonów. 

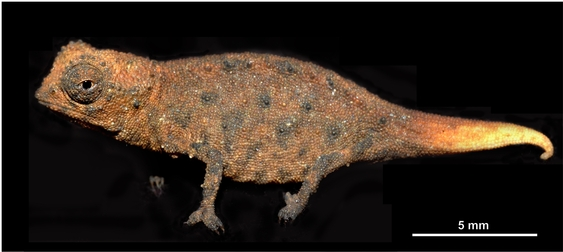
Samiec B. micra

Całkowita długość ciała samca schwytanego w 2007 roku wynosiła 23,6 mm (ogon 7,8 mm, a tułów z głową 15,8 mm). Wybarwienie ciała żywych okazów jest przeważnie ciemnobrązowe. Jedynie część twarzowa głowy może być beżowa, a ogon pomarańczowy i żółtawy. Pod wpływem stresu wybarwienie głowy, grzbietu i ogona staje się jasnoszare. Boczne części ogona w jego końcowej części są żółtawe, a w pobliżu nasady pomarańczowe. Boki tułowia są zwykle brązowe, z zaznaczonymi kilkoma ciemnobrunatnymi plamkami. Kończyny brązowe.
| Część ciała                  | Przedział wymiarów samców | Przedział wymiarów samic |
| ---------------------------- | ------------------------- | ------------------------ |
| całkowita długość ciała (mm) | 22,5–23,6                 | 26,9–27,6                |
| tułów z głową (mm)           | 15,3–15,8                 | 15,3–19,9                |
| ogon (mm)                    | 7,2–7,8                   | 7,2–8,9                  |
| rozstaw oczu (mm)            | 1,7–2,2                   | 2,0–2,2                  |

Wszystkie schwytane okazy zostały znalezione w ciągu dnia na ściółce leśnej wśród okruchów wapiennych skał lub nocą na gałązkach niskiej roślinności, na wysokości 5–10 cm nad ziemią.